# Stéphane Sessègnon
Stéphane Sessègnon (Allahe, 1 juni 1984) is een voetballer uit Benin die bij voorkeur als aanvallende middenvelder speelt. Hij tekende in 2016 een contract bij Montpellier HSC, dat hem overnam van West Bromwich Albion. Sessègnon debuteerde in 2006 in het Benins voetbalelftal.